# Bobbie Peers
Bobbie Daniel Kennaugh Peers  (* 13. Juli 1974) ist ein norwegischer Filmregisseur und Autor.

## Leben
Peers ist Absolvent der London International Film School (1997–1999).
Im Jahr 2006 wurde sein Film Sniffer mit der Goldenen Palme für den besten Kurzfilm des Cannes Filmfestivals 2006 ausgezeichnet. Damit errang er die erste Goldene Palme für Norwegen. Sein erster Spielfilm war Dirk Ohm - Der Illusionist, der verschwand mit August Diehl in der Hauptrolle.
Seit 2015 betätigt sich Peers auch als Autor. Seine Werke wurde in 24 Sprachen übersetzt. 2016 erhielt er den Barnas Bokpris der Öffentlichen Bibliothek Bergen für William Wenton und die Jagd nach dem Luridium.
Peers hat einen englischen Vater und eine norwegische Mutter und wuchs in Zambia und Sandnes auf. Heute lebt er mit seiner Familie auf Sotra außerhalb von Bergen.

## Werke

### William Wenton Serie
- 2015: William Wenton 1: William Wenton und die Jagd nach dem Luridium, ISBN 978-3-551-31775-9
- 2016: William Wenton 2: William Wenton und das geheimnisvolle Portal, ISBN 978-3-551-31865-7
- 2018: William Wenton 3: William Wenton und der Orbulator-Agent, ISBN 978-3-646-92823-5
- 2018: Apokalypsegeneratoren[7], bisher nicht in deutscher Sprache erschienen
- 2019: Kaosparalysatoren[8], bisher nicht in deutscher Sprache erschienen
- 2020: Sentrifugalkatastrofen[9], bisher nicht in deutscher Sprache erschienen

### Entdeckerklub Serie
(Norwegisch: Oppdagerklubben), bisher nicht in deutscher Übersetzung erhältlich
- 2019: Marshmallowmaskinen[10]
- 2019: Skilpaddekanonen[11]
- 2020: Papegøyehelikopteret[12]

## Filmografie
Produktion und Regie
- 2013: Folk som faller, Kurzfilm

Regie und Drehbuch
- 2006: Sniffer, Kurzfilm
- 2007: Spandexmann, Kurzfilm
- 2007: 5 grøss fra Vestlandet, Kurzfilm
- 2008: Krokketmatchen, Kurzfilm
- 2014: Grønnsakshagen, Kurzfilm
- 2018: To plant a flag, Kurzfilm

Regie
- 2015: Dirk Ohm - Illusjonisten som forsvant[13]